# Espondiloartropatía
Las espondiloartropatías son enfermedades del tipo artritis inflamatorias crónicas, autoinmunes del raquis, la columna vertebral y sobre todo de las articulaciones sacroiliacas, que se caracterizan por compartir los mismos síntomas y respuestas terapéuticas.
El término espondiloartropatía seronegativa, proviene del hecho que el examen de sangre o serológico, denominado factor reumatoide, es negativo.

## Clasificación
Existen varios criterios de clasificación de los pacientes con espondiloartropatías: el de Bernard Amor, el del Grupo Europeo de Estudio de las Espondiloartropatias (EESG), algunos específicos para diagnosticar artritis psoriática (CASPAR) o reactiva (Berlín) y el de ASAS (Ankylosing Spondilytis Assessment Study), que clasifica en: Espondiloartritis Axial y Espondiloartritis Periférica.
Espondiloartritis Axial:
- Espondilitis anquilosante

Espondiloartritis Periférica:
- Artropatía psoriásica
- Artritis reactiva
- Artritis enteropática, es decir, relacionada con enfermedad inflamatoria intestinal como la enfermedad de Crohn y la colitis ulcerosa
- Algunos tipos de Artritis juvenil idiopática
- Espondiloartropatía Indiferenciada

## Prevalencia
Según un estudio de 2009 de la universidad de Oxford, la prevalencia de las espondiloartritis varía entre un 0,23 y un 1,8%2.
Otros estudios estiman que en EE. UU las EsAr afectan entre 3.5 a 13 personas por cada 1000 y en España se estima que la enfermedad afecta aproximadamente a 2 personas de cada 1000.
Estos estudios se han hecho con base en población mayoritariamente caucásica, pero estos números pueden variar según etnia o grupo racial.
La espondilitis anquilosante y otras espondiloartritis NO son enfermedades raras o poco frecuentes.
Entre 60% y 90% de las personas que sufren esta enfermedad presentan el antígeno HLA-B27, pero solo 8% de la población tiene este antígeno.

## Diagnóstico
El diagnóstico es clínico (dolor en articulaciones, espalda, ciática, rigidez matinal) y no existe un examen de sangre o radiológico específico. Antiguamente se realizaban estudios radiológicos en casos avanzados pero hoy se puede acceder a resonancias magnéticas que detectan sacroileítis y otras inflamaciones antes de tener grandes secuelas. 
Al igual que en otros tipos de artritis y enfermedades autoinmunes, la velocidad de sedimentación globular (VGS o VHS) y la Proteína C reactiva (PCR o CRP) juegan un factor fundamental al indicar procesos inflamatorios crónicos. El análisis de sangre del antígeno HLA-B27 positivo no es concluyente y se usa sólo para confirmar el diagnóstico.

### Síntomas
En la mayoría de los casos puede existir compromiso extra articular como la entesitis, además de otros síntomas no tan comunes como la enfermedad inflamatoria ocular (uveítis) y el compromiso mucocutáneo.
Los síntomas periféricos más frecuentes son:
- Dolor articular y periarticular (artritis) ,
- Rigidez y la disminución de la movilidad articular,
- Dificultad para conciliar el sueño,
- Fatiga, incapacidad funcional.

Los síntomas del esqueleto axial incluyen:
- Dolor glúteo alternante.
- Dolor, rigidez y disminución de la movilidad lumbar, dorsal y cervical.
- Lumbago que empeora con el reposo y mejora con la actividad física leve.
- Dolor nocturno[3]

## Tratamiento
El tratamiento de base son los antiinflamatorios no esteroideos, los farmácos modificadores de la enfermedad como la sulfasalazina y  el metotrexato y los denominados medicamentos biológicos o anti-TNF (del inglés tumor necrosis factor) como infliximab, adalimumab, golimumab y Etanercept.
Las personas con espondiloartropatías suelen tener inflamación intestinal crónica, que normalmente no produce síntomas digestivos. En 2016, el reumatólogo español Carlos Isasi documentó la mejoría o remisión completa del dolor de espalda en cuatro pacientes mediante la retirada estricta del gluten de la dieta (dieta sin gluten). Todos ellos experimentaron un empeoramiento al someterse a una prueba de provocación (reintroducción del gluten).